# Венес, Аристарх Викторович
Ариста́рх Ви́кторович Ве́нес (родился 4 октября 1989, Москва) — российский актёр театра и кино. Наиболее известен ролями в сериалах «Кадетство», «Кремлёвские курсанты» и «Закон каменных джунглей».

## Биография
Сын актёра Виктора Венеса (род. 13 ноября 1962), выпускника Ярославского государственного театрального института. Внук грека Аристархоса Венеса, участника Второй мировой войны на стороне антигитлеровской коалиции, в 1949 году эмигрировавшего в СССР. Назван в честь деда.
В возрасте 15 лет заканчивает школу экстерном и поступает на актёрский факультет в Школу-студию МХАТ на курс Константина Райкина, но из-за семейных обстоятельств покидает вуз. В 2006—2007 году исполнил роль суворовца Сухомлина, одного из главных героев сериала «Кадетство», который транслировался телеканалом СТС. В сериале «Кремлёвские курсанты» (2009—2010) сыграл ту же роль.
В 2010 году поступил во Всероссийский государственный институт кинематографии имени С. А. Герасимова на режиссёрский факультет в мастерскую Валерия Рубинчика и Сергея Соловьёва. В этом же году появился в одной из главных ролей в фильме «Одноклассники» режиссёра Сергея Соловьёва.
В 2015 году на телеканале ТНТ вышел сериал «Закон каменных джунглей», в котором актёр сыграл главную роль.

## Фильмография
| Год       |     | Название                                       | Роль                                                                                         |
| --------- | --- | ---------------------------------------------- | -------------------------------------------------------------------------------------------- |
| 2004      | с   | Кадеты                                         | Артём Котов                                                                                  |
| 2004      | с   | Операция «Цвет нации»                          | Вадим                                                                                        |
| 2006—2007 | с   | Кадетство                                      | суворовец Илья Станиславович Сухомлин (Сухой)                                                |
| 2007—2013 | с   | Папины дочки                                   | Артём Брюкин, звезда сериала «Моя первая любовь»; приглашённый на выпускной Маши (100 серия) |
| 2009—2010 | с   | Кремлёвские курсанты                           | Илья Сухомлин                                                                                |
| 2010      | ф   | Одноклассники                                  | Стёпа                                                                                        |
| 2011      | ф   | Только любовь                                  | Рома Кольцов                                                                                 |
| 2011      | кор | Зубы на полку                                  | главный герой                                                                                |
| 2011      | с   | Пираньи                                        | Денис Капустин                                                                               |
| 2013      | ф   | 12 месяцев                                     | Апрель                                                                                       |
| 2013      | ф   | Корпоратив                                     | Саша                                                                                         |
| 2014      | с   | В Москве всегда солнечно                       | Стас                                                                                         |
| 2014—2015 | с   | Анжелика                                       | Лёха Молчанов                                                                                |
| 2015—2017 | с   | Закон каменных джунглей (ЗКД)                  | Тим                                                                                          |
| 2016      | ф   | Пятница                                        | Гоша                                                                                         |
| 2016      | ф   | Первокурсница                                  | Роман                                                                                        |
| 2017      | ф   | Закон каменных джунглей 2: Куда приводят мечты | Тим                                                                                          |
| 2017      | ф   | Максимальный удар                              | Павел Чернов                                                                                 |
| 2017      | ф   | Графомафия                                     | Шурок                                                                                        |
| 2018      | ф   | За гранью реальности                           | Эрик                                                                                         |
| 2019      | с   | Детективный синдром                            | Павел Коротаев                                                                               |
| 2019      | с   | Документалист. Охотник за призраками           | Евгений Морозов, режиссёр-документалист                                                      |
| 2020      | с   | Водоворот                                      | Марк Дивин, оперуполномоченный полиции                                                       |
| 2020      | с   | Мастер                                         | Максим Ерёмин                                                                                |
| 2022      | с   | Гид                                            | «Череп»                                                                                      |
| 2024      | с   | 20/22                                          | Данил                                                                                        |
| 2024      | ф   | Самая большая луна                             | Банан                                                                                        |

## Интервью
- Интервью порталу Woman Hit
- Интервью порталу Теле.ру
- Интервью сайту Кино-театр.ру
- Интервью журналу Космополитен.
- Интервью журналу OK!
- Интервью порталу StarHit
- Интервью сайту Телепрограмма.про.
- Интервью интернет-журналу Триколор ТВ Magazine
- Интервью порталу Elle girl
- Интервью порталу Wday.ru
- Интервью журналу Собеседник
- Интервью журналу Теленеделя